# Styringomyia mitra
Styringomyia mitra är en tvåvingeart som beskrevs av Alexander 1955. Styringomyia mitra ingår i släktet Styringomyia och familjen småharkrankar. Inga underarter finns listade i Catalogue of Life.